# Sublocotenent Alexandru Axente
Sublocotenent Alexandru Axente – rumuński trałowiec z przełomu XX i XXI wieku, jedna z czterech zbudowanych jednostek typu Locotenent Remus Lepri (w kodzie NATO: Musca). Okręt został zwodowany w 1989 roku w stoczni w Mangalii, a w skład Forțele Navale Române został wcielony w tym samym roku. Nosi numer burtowy 30.

## Projekt i budowa
Cztery trałowce morskie typu Locotenent Remus Lepri (w kodzie NATO: Musca), zbudowane w drugiej połowie lat 80. XX wieku, były pierwszymi powojennymi trałowcami całkowicie rumuńskiej konstrukcji, większymi od używanych wcześniej okrętów tej klasy. Budowano je w stoczni 2 Maja (Şantierul 2 Mai) w Mangalii. Otrzymały nazwy na cześć oficerów marynarki Rumunii. W 1991 roku, po obaleniu rządów komunistycznych, otrzymały nazwy na cześć oficerów marynarki Rumunii.
„Sublocotenent Alexandru Axente” był czwartym i ostatnim zbudowanym okrętem typu. Brak jest dostępnych informacji dotyczących położenia stępki, natomiast został wodowany 2 grudnia 1989 roku. Wszedł do służby 10 grudnia 1989 roku.  Początkowo okręt nosił jedynie oznaczenie DM30, a w sierpniu 1991 roku nadano mu nazwę „Sublocotenent Alexandru Axente” (podporucznik Alexandru Axente) i numer burtowy: 30. Przydzielono mu znak wywoławczy: YQXS.

## Dane taktyczno-techniczne
Okręt jest trałowcem morskim o wyporności standardowej 660 ton, a pełnej 790 ton. Długość wynosi 60,8 m, szerokość 9,54 m, a zanurzenie 2,8 m. Załogę stanowiło 79 ludzi, w tym 7 oficerów. Nowsze źródła podają załogę 60 osób. Napęd stanowią dwa silniki wysokoprężne V12 produkcji ALCO o mocy łącznej 4800 KM, napędzające dwie śruby o stałym skoku. Prędkość maksymalna wynosi 17 węzłów. Zasięg przy prędkości ekonomicznej 10 w wynosi 1500 mil morskich.
Uzbrojenie obronne stanowią cztery radzieckie automatyczne armaty przeciwlotnicze kalibru 30 mm AK-230 w dwóch dwulufowych zamkniętych wieżach na dziobie i rufie, kierowane radarem Rys’. Uzupełniały je cztery stanowiska poczwórnie sprężonych karabinów maszynowych kalibru 14,5 mm. Obronę przeciwlotniczą dopełniały dwie czteroprowadnicowe wyrzutnie Fasta-4M samonaprowadzających się na podczerwień pocisków przeciwlotniczych bliskiego zasięgu 9M-32M Strieła-2M, z zapasem 16 pocisków. Broń przeciw okrętom podwodnym stanowią dwie pięcioprowadnicowe wyrzutnie rakietowych bomb głębinowych RBU-1200 z zapasem 40 bomb RGB-12. Wystrzeliwują one bomby o masie 34 kg na odległość 1200 m. W źródłach zachodnich donoszono o możliwości przenoszenia przez okręty min morskich, ale nie była ona potwierdzona.
Okręty tego typu posiadały komplet trałów pochodzenia radzieckiego do niszczenia różnych rodzajów min: trał kontaktowy BKT, trał elektromagnetyczny TEM-3 i trał akustyczny AT-3. Były wyposażone w radziecką stację hydrolokacyjną Tamir-11. Oprócz radaru artyleryjskiego MR-104 Rys’ na szczycie masztu, okręty miały radar nawigacyjny Kiwacz-2.

## Służba
„Sublocotenent Alexandru Axente” wszedł do służby w grudniu 1989 roku, jeszcze w marynarce Socjalistycznej Republiki Rumunii. Jego wejście do służby zbiegło się z obaleniem komunistycznego dyktatora Nicolae Ceaușescu i przemianami politycznymi w Rumunii, prowadzącymi do wprowadzenia demokracji i integracji kraju z Zachodem. Początkowo bazował w Midii, wchodząc w skład 176. dywizjonu trałowców morskich (Divizionul 176 Dragoare Maritime) . Trałowce uczestniczyły następnie w międzynarodowych ćwiczeniach na Morzu Czarnym z państwami regionu oraz sojuszu NATO w ramach programu Partnerstwo dla Pokoju . Brał udział m.in. w ćwiczeniach Cooperative Partner w Konstancy w 1997 i 2002 roku. 1 maja 2001 roku wszedł w skład nowo sformowanego 146. dywizjonu okrętów minowo-rozminowujących (Divizionul 146 Nave Minare-Deminare), a latem 2002 roku przeszedł do nowej bazy w Konstancy .
W 2002 roku zadeklarowano osiągnięcie przez „Axente” wraz z bliźniaczym „Locotenent Dimitrie Nicolescu”  zdolności interoperacyjności ze standardami NATO w ciągu najbliższych dwóch lat . „Axente” był pod tym względem certyfikowany przez zespół ewaluacyjny NATO podczas wspólnych ćwiczeń Cooperative Partner w 2003 roku w Odessie . Brał udział w ćwiczeniach Cooperative Partner także w 2004 roku w Warnie. „Axente” brał następnie udział m.in. w 2015 roku w ćwiczeniach Sea Breeze 2015 w Warnie i Turkish Minex Nusret - 2015 . W lutym 2016 roku wszedł przejściowo w skład 2 Grupy Przeciwminowej NATO (SNMCMG2), operującej na Morzu Czarnym, i w jej składzie 12 lutego złożył wizytę w Batumi, po czym wziął 18–27 lutego udział w rumuńsko-bułgarskim ćwiczeniu MCM Livex Poseidon w Burgas . Na przełomie listopada i grudnia reprezentował Rumunię na ćwiczeniach Nusret 2016 w Turcji. W pierwszej połowie 2017 roku ponownie wchodził w skład zespołu SNMCMG2, z polskim okrętem flagowym ORP „Kontradmirał Xawery Czernicki”, i w dniach 5–13 marca 2017 roku wziął udział w ćwiczeniach Poseidon 2017.
W październiku 2023 roku wziął udział w ćwiczeniach Breeze 23 w Warnie. W 2024 roku „Axente” wszedł w skład zespołu przeciwminowego MCM Black Sea sformowanego w celu zwalczania zagrożenia minowego na Morzu Czarnym, z bułgarskim niszczycielem min „Struma” i tureckim TCG „Akçay” oraz okrętem wsparcia TCG „Yzb. Güngör Durmuş”, operującego razem w dniach 1-16 lipca, 20-29 września i 3-13 listopada i uczestniczącego też w ćwiczeniach: Breeze, Nusret i Poseidon.